# فينكانفيرده
فينكانفيرده ( وصلة=| عن هذا الصوت . الألمانية السفلى: Finkwarder، Finkenwarder أو - السجان. الألمانية: Finkeninsel ؛ ترجمة: جزيرة من العصافير ) هي جزء من مدينة هامبورغ في ألمانيا في حي هامبورغ ميتي. إنه الموقع الأم لإيرباص ومطارها. في عام 2016 كان عدد السكان 11،727.

## التاريخ
خلال الحرب العالمية الثانية حتى 30 أبريل 1945، تم تأسيس معسكر اعتقال فيها. كان معسكرًا فرعيًا لمعسكر الاعتقال في نوينجام.  كما كانت أيضا موقعا لملجئ غواصات يو الذي لحق به ضرر كبير بسبب قنابل تولبوي و غراند سلام في أبريل 1945 وهدم بعد الحرب، لكن أساسات جدران المعسكر تم اكتشافها أثناء العمل لتمديد مدرج مطار Hamburg-Finkenwerder .

## جغرافية
يغطي ميناء هامبورغ جزءًا منها. في عام 2006، وفقًا لمكتب الإحصاء في هامبورغ وشليسفيغ هولشتاين، تبلغ مساحة حي ألتينجام 19.3 كيلومتر مربع.

## التركيبة السكانية
هناك 11،629 شخصًا يعيشون في الحي في عام 2006. كانت الكثافة السكانية 602 نسمة لكل كيلومتر مربع (1,559/ميل2) . 18.9٪ كانوا أطفالًا دون سن 18 عامًا ، و 19.8٪ كانوا 65 عامًا أو أكبر. 13 ٪ من المهاجرين. تم تسجيل 461 شخصًا كعاطلين عن العمل و 3928 موظفًا تحت مظلة التأمين الاجتماعي. 

## التعليم
هناك مدرستان ابتدائيتان ومدرستان ثانويتان. 

## بنية تحتية

### النظم الصحية
يوجد فيها ستة مراكز للرعاية الأطفال، وسبعة عيادة خاصة وثلاث صيدليات. 

## روابط خارجية
- http://www.kz-gedenkstaette-neuengamme.de/en/history/satellite-camps/satellite-camps/hamburg-finkenwerder/